# غاري شاندلينج
غاري شاندلينج (بالإنجليزية: Garry Shandling)‏ ‏(29 نوفمبر 1949 – 24 مارس 2016)، هو ممثل أمريكي بدأ مسيرته الفنية عام 1975. كما أنه من الفائزين بجائزة إيمي.

## الأعمال
- زولاندر
- عبر السياج
- آيرون مان 2
- الديكتاتور
- كابتن أمريكا: جندي الشتاء
- ساترداي نايت لايف
- الملفات الغامضة

## وصلات خارجية
- غاري شاندلينج على موقع IMDb (الإنجليزية)
- غاري شاندلينج على موقع الموسوعة البريطانية (الإنجليزية)
- غاري شاندلينج على موقع ألو سيني (الفرنسية)
- غاري شاندلينج على موقع ميوزك برينز (الإنجليزية)
- غاري شاندلينج على موقع أول موفي (الإنجليزية)
- غاري شاندلينج على موقع قاعدة بيانات الأفلام السويدية (السويدية)
- غاري شاندلينج على موقع إن إن دي بي (الإنجليزية)
- غاري شاندلينج على موقع ديسكوغز (الإنجليزية)
- غاري شاندلينج على موقع قاعدة بيانات الفيلم (الإنجليزية)
- غاري شاندلينج على موقع كينوبويسك (الروسية)